# Acantholycosa lignaria
Espèce
Synonymes
- Araneus lignarius Clerck, 1757
- Lycosa borealis Sundevall, 1833
- Acantholycosa altaica Savelyeva, 1972

Acantholycosa lignaria est une espèce d'araignées aranéomorphes de la famille des Lycosidae.

## Distribution
Cette espèce se rencontre en Europe, en Sibérie et en Chine.

## Description

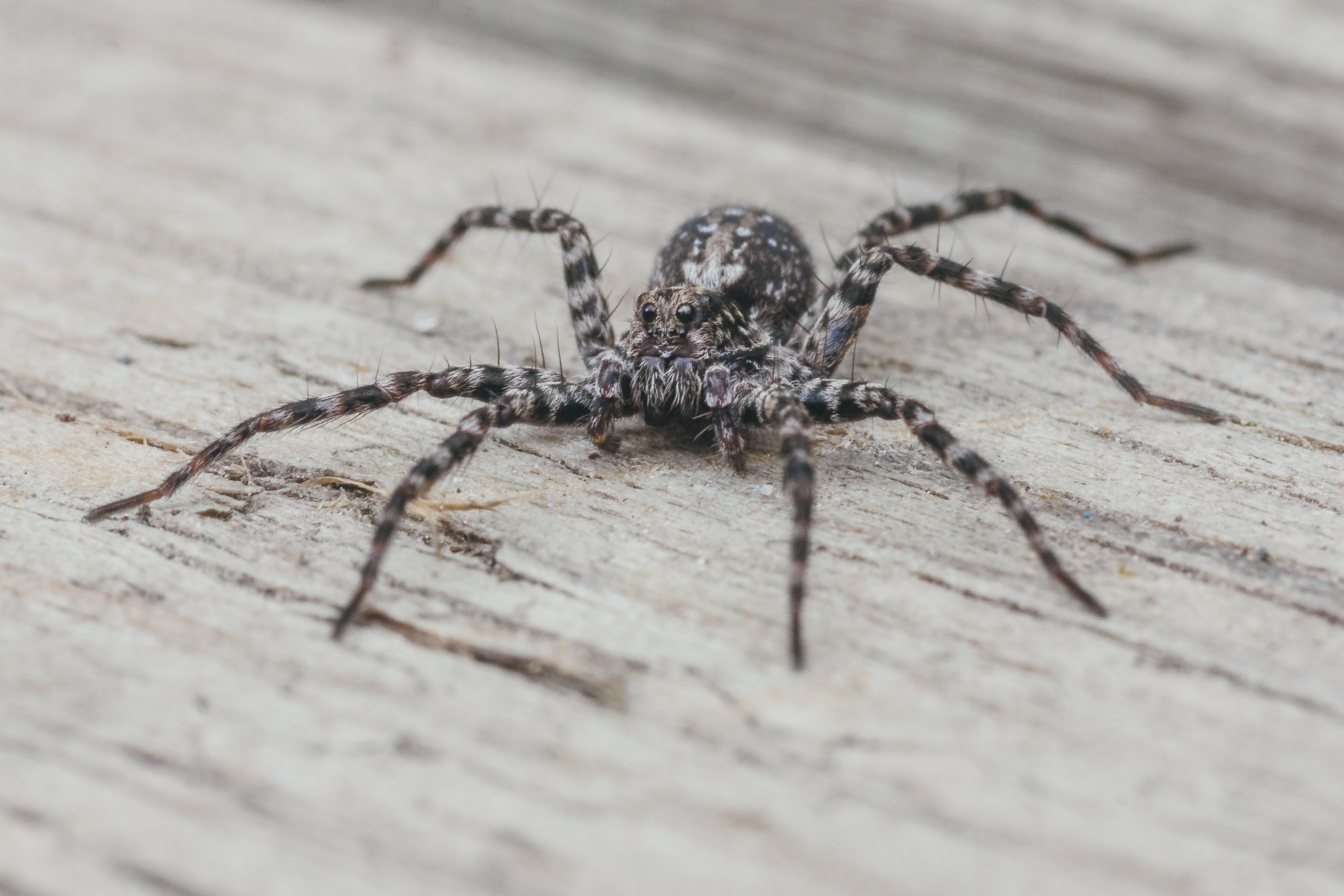
Acantholycosa lignaria

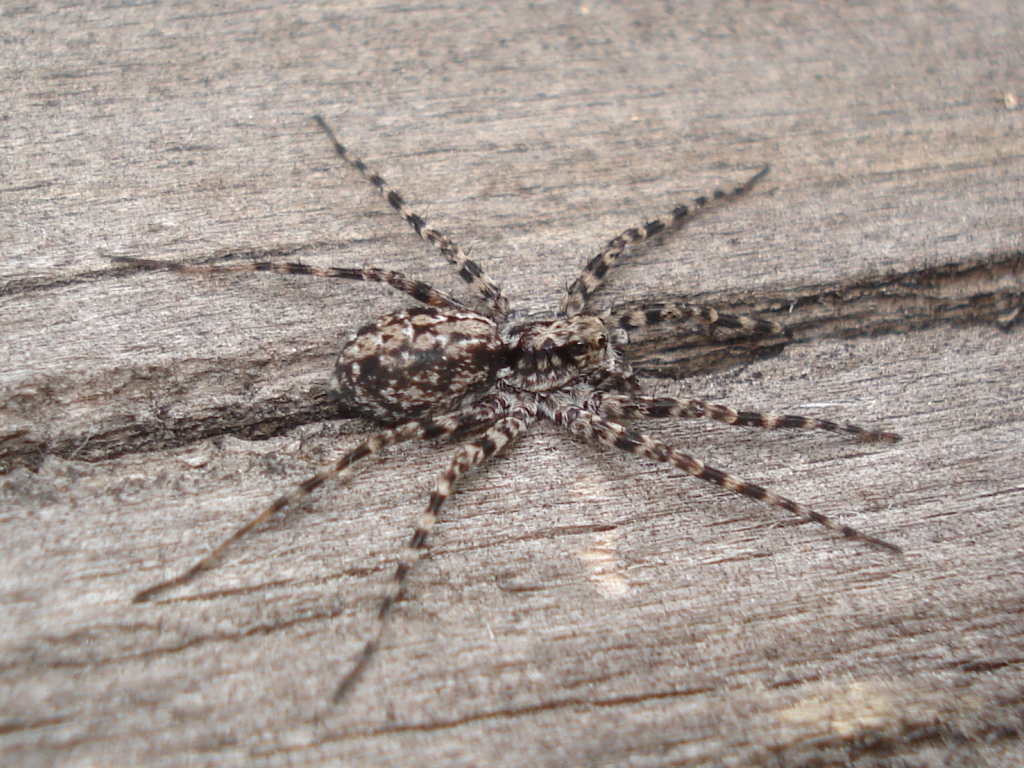
Acantholycosa lignaria

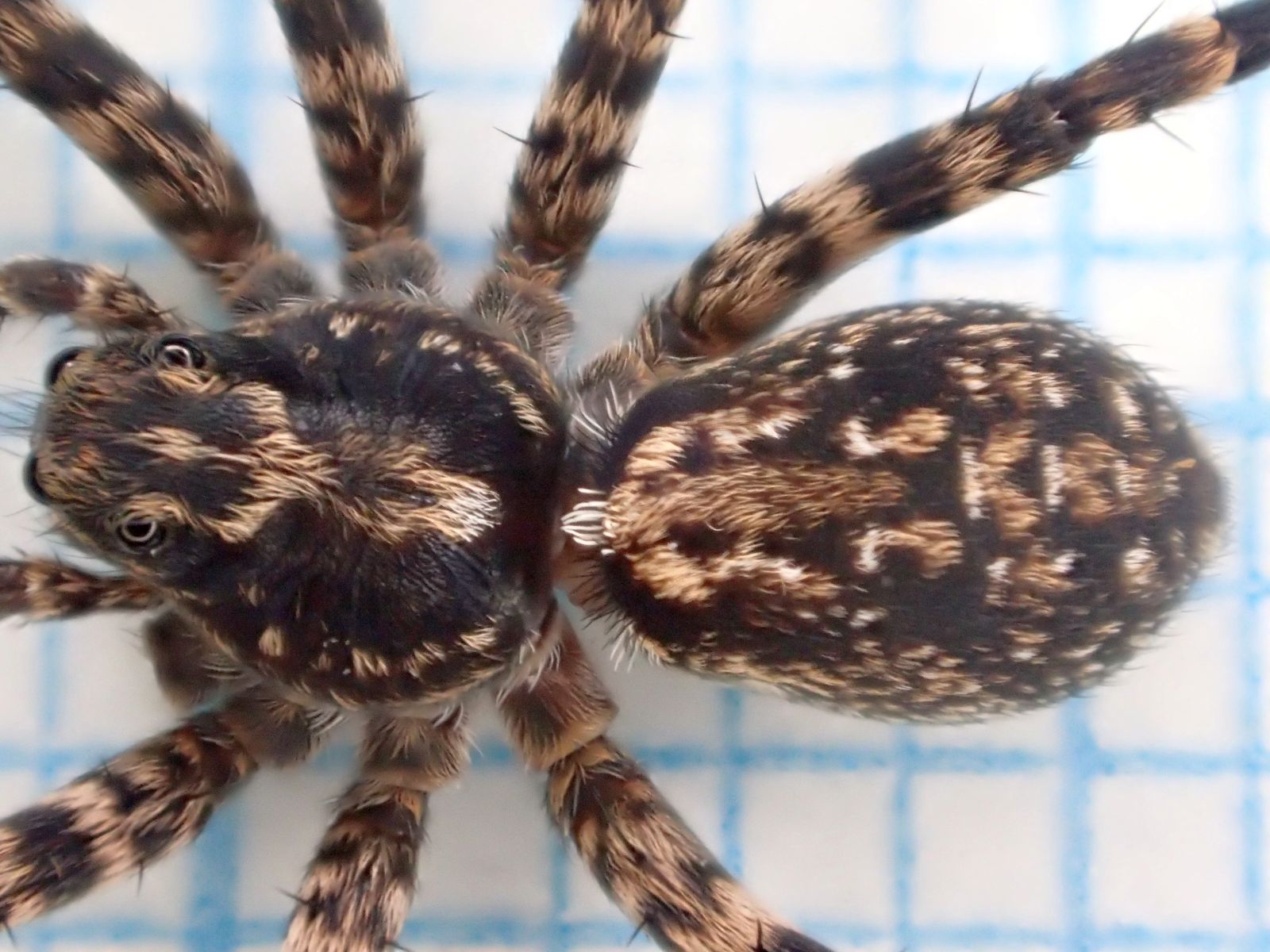
Acantholycosa lignaria

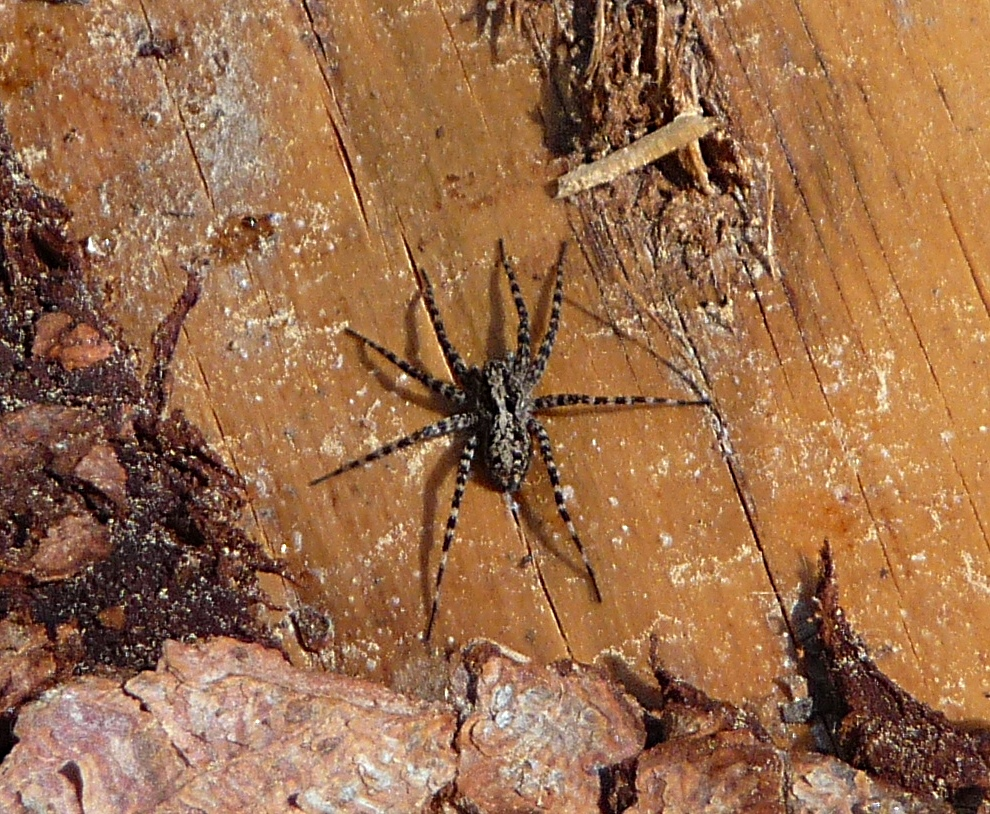
Acantholycosa lignaria

Le mâle mesure 6,5 mm et la femelle 8,0 mm.

## Systématique et taxinomie
Cette espèce a été décrite sous le protonyme Araneus lignarius par le naturaliste suédois Carl Alexander Clerck en 1757. Elle est placée dans le genre Lycosa par Sundevall en 1833, dans le genre Pardosa par Simon en 1876 puis dans le genre Acantholycosa par Dahl en 1908.
Lycosa borealis a été placée en synonymie par Dahl en 1908.
Acantholycosa altaica a été placée en synonymie par Marusik, Azarkina et Koponen en 2004.

## Publication originale
- Clerck, 1757 : Svenska spindlar, uti sina hufvud-slågter indelte samt under några och sextio särskildte arter beskrefne och med illuminerade figurer uplyste. Stockholmiae, p. 1-154.